# Piano comunale di classificazione acustica
Il piano comunale di classificazione acustica è un atto tecnico-politico che pianifica gli obiettivi ambientali di un'area in relazione alle sorgenti sonore esistenti per le quali vengono fissati dei limiti.
La classificazione acustica consiste nella suddivisione del territorio comunale in aree acusticamente omogenee a seguito di attenta analisi urbanistica del territorio stesso tramite lo studio della relazione tecnica del piano regolatore generale e delle relative norme tecniche di attuazione. L'obiettivo della classificazione è quello di prevenire il deterioramento di zone acusticamente non inquinate e di fornire un indispensabile strumento di pianificazione dello sviluppo urbanistico, commerciale, artigianale e industriale.
Il P.C.C.A. viene comunemente chiamato "zonizzazione acustica" (abbreviato in ZAC per Zonizzazione Acustica Comunale) ed è in realtà un atto tecnico con il quale l'organo politico del comune, non solo fissa i limiti per le sorgenti sonore esistenti, ma pianifica gli obiettivi ambientali di un'area, tanto che gli strumenti urbanistici comunali (piano regolatore generale, piano urbano del traffico e piano strutturale comunale) devono adeguarsi al piano di classificazione acustica del territorio comunale.
Il comune con il P.C.C.A. fissa gli obiettivi di uno sviluppo sostenibile del territorio nel rispetto della compatibilità acustica delle diverse previsioni di destinazione d'uso dello stesso e nel contempo, individua le eventuali criticità e i necessari interventi di bonifica per sanare gli inquinamenti acustici esistenti.

## Concetti fondamentali
Nell'accezione più diffusa il rumore è un suono non voluto, all'interno o all'esterno della propria abitazione, comunque in un contesto non lavorativo, causato da sorgenti sulle quali l'individuo non ha un controllo, o lo ha solo in minima parte ed include quindi anche i suoni provenienti dalle abitazioni dei vicini.
Per la vigente legislazione italiana è invece un insieme di suoni indesiderati o nocivi prodotti in ambiente esterno dalle attività umane, compreso il rumore proveniente da siti di attività industriali, quello emesso dai mezzi di trasporto e dovuto al traffico veicolare, al traffico ferroviario ed al traffico aereo e rappresenta un fattore di inquinamento ambientale.
I concetti fondamentali della zonizzazione acustica sono stati introdotti dalla legge quadro sull'inquinamento acustico n. 447/95 e sono stati approfonditi dal D.P.C.M. 14/11/97:
- valore limite di emissione: descrive il valore massimo di rumore che può essere emesso da una sorgente sonora, misurato in prossimità della sorgente stessa;
- valore limite di immissione: descrive il valore massimo di rumore che può essere immesso da una o più sorgenti sonore nell'ambiente abitativo o nell'ambiente esterno, misurato in prossimità dei ricettori;
- valore di attenzione: rappresenta il valore di rumore che segnala la presenza di un potenziale rischio per la salute umana e per l'ambiente;
- valore di qualità: i valori di rumore da conseguire nel breve, nel medio e nel lungo periodo con le tecnologie e le metodiche di risanamento disponibili, per realizzare gli obiettivi di tutela previsti dalla legge.

I valori limite di immissione sono distinti in assoluti e differenziali.
I primi sono determinati con riferimento al livello equivalente di rumore ambientale e i secondi con riferimento alla differenza tra il livello equivalente di rumore ambientale e il rumore residuo.
Il D.P.C.M. 14/11/97 stabilisce i valori numerici di tali limiti e specifica quanto segue:
- i livelli di rumore da confrontare con i valori limite di emissione devono essere misurati in corrispondenza degli spazi utilizzati da persone e comunità (si evidenzia la contraddizione con quanto invece specificato dalla Legge 447/95, che indica la verifica dei limiti di emissione presso le sorgenti. Questa incogruenza è a tutt'oggi irrisolta);
- i valori limite assoluti di immissione sono riferiti al rumore immesso nell'ambiente esterno dall'insieme di tutte le sorgenti. Tali valori limite non si applicano al rumore prodotto dalle infrastrutture stradali, ferroviarie, marittime e aeroportuali, all'interno delle rispettive fasce di pertinenza, individuate dai relativi decreti attuativi, mentre all'esterno di tali fasce, dette sorgenti concorrono al raggiungimento dei limiti assoluti di immissione.
- il valore numerico dei valori di attenzione per ciascuna zona, valutato come livello continuo equivalente di pressione sonora ponderata "A", è pari al limite assoluto di immissione se il parametro Leq è riferito al tempo a lungo termine (TL), multiplo intero del periodo di riferimento diurno (6:00 – 22:00) o notturno (22:00 – 6:00), ovvero pari al valore limite assoluto aumentato di 10 dB(A) di giorno e 5 dB(A) la notte se il Leq è riferito ad un'ora. Il superamento anche di uno solo dei suddetti valori comporta l'adozione dei piani di risanamento di cui all'art.7 della Legge 447 del 26 ottobre 1995.
- i valori limite differenziali non si applicano alle infrastrutture dei trasporti.

Il D.P.C.M. 14/11/97 definisce le sei classi acustiche in cui deve essere suddiviso il territorio comunale, ognuna delle quali è caratterizzata da limiti propri.
Tabella A del DPCM 14/11/97
| Classe                                                  | Descrizione |
| ------------------------------------------------------- | --- |
| I – Aree particolarmente protette                       | rientrano in questa classe le aree nelle quali la quiete rappresenta un elemento base per la loro utilizzazione: aree ospedaliere, scolastiche, aree destinate al riposo e allo svago, aree residenziali rurali, aree di particolare interesse urbanistico, parchi pubblici ecc.                                                                                         |
| II – Aree destinate ad uso prevalentemente residenziale | rientrano in questa classe le aree urbane interessate prevalentemente da traffico veicolare locale, con bassa densità di popolazione, con limitata presenza di attività commerciali e assenza di attività artigianali. |
| III – Aree di tipo misto                                | rientrano in questa classe le aree urbane interessate da traffico veicolare locale o di attraversamento, con media densità di popolazione, con presenza di attività commerciali, uffici, con limitata presenza di attività artigianali e assenza di attività industriali; aree rurali interessate da attività che impiegano macchine operatrici.                         |
| IV – Aree di intensa attività umana                     | rientrano in questa classe le aree urbane interessate da intenso traffico veicolare, con alta densità di popolazione, con elevata presenza di attività commerciali e uffici, con presenza di attività artigianali; le aree in prossimità di strade di grande comunicazione e di linee ferroviarie; le aree portuali, le aree con limitata presenza di piccole industrie. |
| V – Aree prevalentemente industriali                    | rientrano in questa classe le aree interessate da insediamenti industriali e con scarsità di abitazioni. |
| VI – Aree esclusivamente industriali                    | rientrano in questa classe le aree interessate esclusivamente da attività industriali e prive di insediamenti abitativi. |

I valori limite di emissione (tab. B), immissione (tab. C) e qualità (tab. D), per ognuna delle classi acustiche, distinte tra tempo di riferimento diurno (dalle ore 06.00 alle ore 22.00) e notturno (dalle ore 22.00 alle ore 06.00) sono i seguenti:
Tabella B del DPCM 14/11/97
| Classi di destinazione d'uso del territorio | Valori limite di emissione: Diurno (06.00 – 22.00) | Valori limite di emissione: Notturno (22.00 – 06.00) |
| ------------------------------------------- | -------------------------------------------------- | ---------------------------------------------------- |
| I aree particolarmente protette             | 45                                                 | 35                                                   |
| II aree prevalentemente residenziali        | 50                                                 | 40                                                   |
| III aree di tipo misto                      | 55                                                 | 45                                                   |
| IV aree di intensa attività umana           | 60                                                 | 50                                                   |
| V aree prevalentemente industriali          | 65                                                 | 55                                                   |
| VI aree esclusivamente industriali          | 65                                                 | 65                                                   |

Tabella C del DPCM 14/11/97
| Classi di destinazione d'uso del territorio | Valori limite di immissione: Diurno (06.00 – 22.00) | Valori limite di immissione: Notturno (22.00 – 06.00) |
| ------------------------------------------- | --------------------------------------------------- | ----------------------------------------------------- |
| I aree particolarmente protette             | 50                                                  | 40                                                    |
| II aree prevalentemente residenziali        | 55                                                  | 45                                                    |
| III aree di tipo misto                      | 60                                                  | 50                                                    |
| IV aree di intensa attività umana           | 65                                                  | 55                                                    |
| V aree prevalentemente industriali          | 70                                                  | 60                                                    |
| VI aree esclusivamente industriali          | 70                                                  | 70                                                    |

Tabella D del DPCM 14/11/97
| Classi di destinazione d'uso del territorio | Valori di qualità: Diurno (06.00 – 22.00) | Valori di qualità: Notturno (22.00 – 06.00) |
| ------------------------------------------- | ----------------------------------------- | ------------------------------------------- |
| I aree particolarmente protette             | 47                                        | 37                                          |
| II aree prevalentemente residenziali        | 52                                        | 42                                          |
| III aree di tipo misto                      | 57                                        | 47                                          |
| IV aree di intensa attività umana           | 62                                        | 52                                          |
| V aree prevalentemente industriali          | 67                                        | 57                                          |
| VI aree esclusivamente industriali          | 70                                        | 70                                          |

## Criteri metodologici per l'elaborazione di un piano di classificazione acustica
I criteri metodologici per l'elaborazione di un piano di classificazione acustica del territorio sono definiti da ogni regione per il proprio territorio, unitamente agli altri indirizzi della pianificazione degli enti locali.
In genere vengono stabiliti i criteri per l'individuazione delle classi estreme I, V, VI (aree particolarmente protette, aree prevalentemente industriali ed aree esclusivamente industriali), e vengono dettati i metodi per determinare le classi intermedie II, III, IV (aree prevalentemente residenziali, aree di tipo misto ed aree di intensa attività umana), viene considerata la classificazione in presenza di viabilità stradale e ferroviaria e quella in prossimità degli aeroporti, inoltre viene consigliato di procedere individuando prima le classi estreme poi quelle intermedie.
L'inserimento in classe I deve essere valutato con attenzione e deve essere accompagnato da specifici rilievi fonometrici che ne provino la sostenibilità. Le scuole possono essere inserite anche in classi superiori alla prima eventualmente facendo presente se alcune aree dell'edificio necessitano di una particolare tutela.
Le aree di particolare interesse ambientale devono essere classificate in classe I solo per le porzioni di territorio di cui si intenda salvaguardare l'uso prettamente naturalistico. Bisogna inoltre tenere conto che la presenza in tali aree di attività ricreative o sportive o di piccoli servizi, come bar o posteggi, non è compatibile con i limiti della classe I.
L'individuazione delle classi acustiche intermedie (II, III, IV) viene fatta tenendo conto della densità di popolazione, della presenza di attività commerciali e uffici, della presenza di attività artigianali o di piccole industrie.

## Criteri operativi per l'elaborazione di un piano di classificazione acustica
La proposta di zonizzazione acustica viene redatta da “tecnici competenti in acustica ambientale” e si articola in due fasi distinte a cui si aggiunge in genere la verifica del piano svolta con l'amministrazione comunale:
1. la classificazione automatica del territorio, eseguita seguendo un metodo parametrico, puramente quantitativo;
2. la verifica e l'ottimizzazione dello schema ottenuto, espletata mediante un approccio qualitativo;

### Procedura generale per la classificazione automatica
La classificazione automatica viene realizzata assumendo come unità territoriali iniziali le sezioni censuarie e associando a queste degli indici correlati ai parametri fondamentali per la caratterizzazione acustica del territorio, opportunamente quantificati.
Tali parametri sono: il traffico veicolare, la densità di popolazione, la presenza di attività agricole, produttive (industriali e artigianali), terziarie (commercio, uffici e servizi), di strade di grande comunicazione, di linee ferroviarie e di aree portuali.
La delimitazione delle sezioni censuarie viene riportata su un software desktop GIS che permetta di creare ed eseguire editing sui dati geografici.
In ogni sezione censuaria viene inserito con dati aggiornati il numero totale dei residenti ed a queste informazioni si aggiungono quelle sul numero di addetti per tipologia di attività (agricola, produttiva o terziaria) e se queste non sono disponibili, vengono ricercate ed estratte dall'ultimo censimento delle imprese.
Tali indici possono essere costruiti nel seguente modo:
Per le attività agricole, produttive e terziarie si considera il numero di addetti per {\displaystyle km^{2}}.
La densità di popolazione può essere espressa come numero di abitanti per {\displaystyle km^{2}}.
Per la determinazione dell'indicatore di traffico le strade non locali vengono distinte in due tipologie, a seconda dell'importanza e dell'intensità del traffico veicolare in esse circolante. A ciascuna tipologia viene associato un peso {\displaystyle p_{i}}.
L'indicatore di traffico è dato dalla seguente formula:
{\displaystyle Itraf={\frac {\sum _{i}{n_{i}p_{i}}}{A_{sez}}}}, dove {\displaystyle i} rappresenta la tipologia della strada e {\displaystyle n_{i}} il numero dei corrispondenti tratti che interessano una determinata area censuaria di superficie {\displaystyle A_{sez}} ({\displaystyle km^{2}}).
Per la determinazione dell'indice {\displaystyle Itraff} si procede visualizzando contemporaneamente il tematismo areale delle sezioni di censimento e quello lineare della viabilità. I valori assunti dagli indicatori della popolazione e delle attività produttive e terziarie si raffrontano con alcune soglie ricavate dall'analisi statistica della distribuzione di tali indicatori sulle sezioni censuarie dell'intero territorio regionale.
Per l'indicatore di traffico si considera un'unica soglia numerica per tutti i comuni della regione sulla base di valutazioni fatte relativamente ad alcuni comuni di dimensioni e caratteristiche diverse.
Le soglie così individuate delimitano dei campi di variabilità per ciascuno dei suddetti indici (popolazione, traffico, attività produttive e terziarie). Ad ogni indicatore viene associato un livello a seconda del campo in cui si trova il suo valore. Ad ogni sezione censuaria viene assegnata una classe acustica in base al valore assunto dai quattro livelli e dalla loro somma, considerando anche la presenza o meno di attività agricole.
Per la classificazione automatica delle aree attorno alle Infrastrutture dei trasporti di Grande Comunicazione (IGC) viene seguita una metodica differente che non tiene conto delle sezioni censuarie.
Le strade di grande comunicazione e le linee ferroviarie devono essere inserite in classe IV e la larghezza delle fasce di influenza acustica fiancheggianti su entrambi i lati le IGC viene determinata seguendo le indicazioni delle linee guida regionali. In genere l'ampiezza delle fasce per le infrastrutture stradali, individuata secondo la loro classificazione da codice della strada, è di 150 metri per le autostrade, di 100 metri per le strade di tipo B (strade extraurbane principali) e di 50 metri per quelle di tipo C (strade extraurbane secondarie) ed è ritenuta congrua una larghezza di 100 metri per le fasce attorno alle linee ferroviarie. In tutti i casi è possibile ridurre motivatamente le fasce di influenza fino ad un minimo di 30 metri, in base ai livelli di rumore misurati o valutati.
Quella così ottenuta è soltanto una bozza iniziale che deve fungere da base di partenza per la successiva elaborazione, nella quale bisogna tenere conto delle specifiche realtà territoriali.
Spesso le sezioni censuarie racchiudono un territorio utilizzato in maniera eterogenea; il metodo automatico permette di individuare la destinazione d'uso media sull'intera area da esse ricoperta, senza tener conto dell'eventuale possibilità di suddivisione in zone acustiche differenti.
Per contro, può capitare che le sezioni censuarie racchiudano un'area territoriale limitata a pochi edifici, causando un innalzamento vertiginoso dei valori degli indicatori e determinando quindi l'assegnazione di una classe acustica troppo elevata.
Può inoltre accadere che attività produttive che in realtà si svolgono altrove vengano assegnate alle sezioni censuarie dei centri abitati dove è presente la sede legale. Tale situazione si verifica spesso per le attività cantieristiche e a volte anche per altri tipi di attività produttive.

### Fase di ottimizzazione della zonizzazione acustica
Prima di procedere alla revisione della zonizzazione ottenuta in automatico si procede alla georeferenziazione di tutte le informazioni utili per la caratterizzazione acustica del territorio comunale, di cui non si era tenuto conto nella prima fase: l'ubicazione precisa degli edifici adibiti ad attività scolastica, la dislocazione degli stabili destinati ad uso commerciale, artigianale, industriale e delle aree di particolare interesse naturalistico ambientale.
Inoltre, per facilitare la delineazione grafica dei confini tra le classi acustiche, la cartografia viene rielaborata in modo da distinguere visivamente (differenziando il colore) gli edifici industriali, commerciali o i capannoni da quelli ad uso civile, sociale o amministrativo.
Si procede pertanto alla aggregazione delle classi omogenee partendo dalle singole unità territoriali, per evitare quella che le norme definiscono “zonizzazione a macchia di leopardo” ovvero si provvede ad aggregare le classi omogenee, con l'obiettivo di ridurre per quanto possibile la frammentazione delle classi all'interno del territorio comunale.
Successivamente si verifica il rispetto del divieto di contatto tra classi non contigue, ovvero il dettato dell'art. 4, comma 1 lett. a, della Legge 447/95 che impone il divieto di contiguità di aree i cui valori di qualità si discostino di più di 5 dB(A), anche per quanto riguarda le aree appartenenti a Comuni confinanti.
Per garantire il rispetto di questo vincolo si provvede a:
- analizzare i piani di classificazione acustica dei comuni limitrofi, limitatamente alle aree di confine;
- verificare il rispetto del divieto di contatto all'interno del territorio comunale in esame.

### Verifica del piano svolta con l'amministrazione comunale
La Legge 447/95 prevede che i Comuni procedano alla classificazione acustica tenendo conto delle preesistenti destinazioni d'uso del territorio e quindi, poiché è necessario confrontarsi col territorio, riconoscendo gli usi insediati o previsti, occorrerà partire dall'analisi degli strumenti vigenti di programmazione territoriale, i cosiddetti piani regolatori o piani strutturali.
Dal momento che le classi acustiche sono strettamente legate agli usi del territorio, indipendentemente dai criteri che ogni Regione fisserà per effettuare concretamente la classificazione, l'obiettivo principale dovrebbe essere comunque quello di mostrare le ricadute acustiche delle scelte effettuate in ambito urbanistico. In tale modo la classificazione acustica assume l'importantissimo ruolo di strumento che permette di valutare la sostenibilità ambientale delle scelte effettuate in sede amministrativa.
La Legge 447/95 prevede inoltre che i Comuni garantiscano il coordinamento tra gli strumenti della pianificazione urbanistica e la zonizzazione, senza tuttavia entrare nel merito di eventuali specifici criteri necessari per ottenere concretamente tale coordinamento. Inoltre la legge inserisce nell'elenco dei provvedimenti per limitare l'inquinamento acustico, anche la pianificazione urbanistica e territoriale, che vengono pertanto riconosciute come strumenti di prevenzione e di risanamento acustico.
Vi è quindi la possibilità di legare la programmazione urbanistica del territorio ad una sua programmazione acustica, anche se nel merito di come operare viene lasciata ampia facoltà alle Amministrazioni.
In sostanza eventuali scelte operate dall'Amministrazione Comunale sulla bozza ottimizzata di P.C.C.A. avranno conseguenze sugli altri atti di pianificazione che dovranno obbligatoriamente essere successivamente adeguati.

## Elaborati cartografici - Un esempio del Comune di Pescia (PT)
L'elaborato finale della zonizzazione acustica è rappresentato da una relazione tecnica descrittiva e da elaborati cartografici in scala opportuna, con la suddivisione del territorio nelle classi definite dalla Legge 447/95 e dal DPCM 14/11/1997 (Tabella A).
La normativa nazionale non fornisce indicazioni riguardo né alla scala della rappresentazione cartografica, né alle convenzioni grafiche (colori, tratteggi) da utilizzare per distinguere le diverse classi acustiche ma esistono specifiche indicazioni in merito, nella Norma UNI 9884 “Caratterizzazione acustica del territorio mediante la descrizione del rumore ambientale” per la parte relativa alla rappresentazione delle mappe di rumore.
Un esempio cartografico: Il Comune di Pescia (PT) Toscana ha approvato il P.C.C.A. nel mese di Novembre 2009. Si può notare:
la classe II applicata all'ospedale ed in una zona collinare lontana dal centro;
la classe III applicata nei dintorni dell'ospedale e nelle zone collinari;
la classe IV applicata nel centro cittadino;
la classe V applicata ad una zona artigianale industriale a nord del centro cittadino.

## Norme tecniche di attuazione e regolamenti comunali
Le norme tecniche di attuazione della classificazione acustica non sono espressamente previste dalla normativa nazionale ma sono in genere adottate in quanto rappresentano uno strumento fondamentale di gestione. Servono a definire le procedure di aggiornamento della zonizzazione e la gestione della classificazione di aree particolari, stabiliscono le modalità di interazione con gli strumenti di pianificazione territoriale e consentono quindi di disciplinare le trasformazioni del territorio e le situazioni di criticità.
I Regolamenti comunali, la cui adozione è invece espressamente prevista dalla Legge Quadro costituiscono un importante strumento di disciplina del territorio dal punto di vista acustico e proprio per questo vengono spesso recepiti all'atto dell'approvazione della zonizzazione.

## Procedure amministrative per l'approvazione della classificazione acustica
La Legge Quadro sull'inquinamento acustico n. 447 del 26 ottobre 1995, individua le competenze dello Stato, delle Regioni, delle Province e le funzioni e i compiti dei Comuni ma in tema di classificazione acustica non stabilisce quale debba essere la procedura amministrativa da seguire.
Sono le Regioni che con proprie leggi hanno provveduto a definire quale iter amministrativo debba seguire il piano di zonizzazione prima della sua approvazione e quali siano i soggetti coinvolti.
Le procedure amministrative di approvazione del piano di classificazione acustica prevedono comunque le seguenti tre fasi comuni a quasi tutte le Regioni:
1. adozione del piano con provvedimento amministrativo del Comune e contestuale deposito per pubblica visione;
2. trasmissione del piano ad organi competenti (Regione, Provincia, Comuni confinanti, ARPA, etc.) per ricevere eventuali osservazioni e pareri;
3. approvazione del piano da parte del Comune (o, in alcuni casi, da parte della Provincia).

Nella fase di deposito per pubblica visione, in genere, è possibile a chiunque presentare osservazioni entro termini stabiliti. Ciò che non risulta chiaro dalla normativa è la rilevanza di tali osservazioni. Nella gran parte dei casi si procede respingendo motivatamente o approvando l'osservazione sopraggiunta.
La fase tre ovvero l'avvenuta approvazione del provvedimento definitivo di classificazione acustica viene resa pubblica mediante avviso sul Bollettino Ufficiale Regionale o con altra pubblicizzazione così come previsto per la fase uno.
Infine in alcune realtà il piano di classificazione acustica viene reso accessibile a chiunque, anche in via telematica mediante pubblicazione sul sito dell'amministrazione comunale.

## Quadro normativo di riferimento a livello nazionale
La Legge Quadro sull'inquinamento acustico, Legge 26/10/95 n° 447, costituisce una delle prime leggi organiche del settore, anche a livello europeo. Si tratta di una norma complessa, in cui si fa riferimento a più tipi di inquinamento acustico, rimandando la trattazione specifica, l'assegnazione dei limiti e il delineamento delle tecniche di misura ai successivi decreti attuativi.
La Legge Quadro stabilisce inoltre, le competenze dello stato, delle regioni e dei comuni, in merito alla salvaguardia dell'ambiente dall'inquinamento acustico.
- D.P.C.M. 1º marzo 1991 “Limiti massimi di esposizione al rumore negli ambienti abitativi e nell'ambiente esterno”.
- Legge 26 ottobre 1995, n. 447 “Legge quadro sull'inquinamento acustico”.
- D.M. Ambiente 11 dicembre 1996 “Applicazione del criterio differenziale per gli impianti a ciclo produttivo continuo”.
- D.P.C.M. 18 settembre 1997 “Determinazione dei requisiti delle sorgenti sonore nei luoghi di intrattenimento danzante”.
- D.M. Ambiente 31 ottobre 1997 “Metodologia di misura del rumore aeroportuale”.
- D.P.C.M. 14 novembre 1997 “Determinazione dei valori limite delle sorgenti sonore”.
- D.P.C.M. 5 dicembre 1997 “Determinazione dei requisiti acustici passivi degli edifici”.
- D.P.R. 11 dicembre 1997, n. 496 “Regolamento recante norme per la riduzione dell'inquinamento acustico prodotto dagli aeromobili civili”.
- D.M. Ambiente 16 marzo 1998 “Tecniche di rilevamento e di misurazione dell'inquinamento acustico”.
- D.P.C.M. 31 marzo 1998 “Atto di indirizzo e coordinamento recante criteri generali per l'esercizio dell'attività di tecnico competente in acustica, ai sensi dell'art. 3, comma 1 lettera b), e dell'art. 2, commi 6, 7 e 8 della legge 26 ottobre 1995, n. 447 “Legge quadro sull'inquinamento acustico”.
- Legge 23 dicembre 1998, n. 448 “Misure di finanza pubblica per la stabilizzazione economica e lo sviluppo”, art. 60
- D.P.R. 18 novembre 1998, n. 459 “Regolamento recante norme di esecuzione dell'art. 11 della legge 26 ottobre 1995, n. 447, in materia di inquinamento acustico derivante da traffico ferroviario”.
- Legge 9 dicembre 1998, n. 426 “Nuovi interventi in campo ambientale”, art. 4.
- D.P.C.M. 16 aprile 1999, n.215 “Regolamento recante norme per la determinazione dei requisiti acustici delle sorgenti sonore nei luoghi di intrattenimento danzante e di pubblico spettacolo e nei pubblici esercizi”.
- D.M. Ambiente 20 maggio 1999 “Criteri per la progettazione dei sistemi di monitoraggio per il controllo dei livelli di inquinamento acustico in prossimità degli aeroporti nonché criteri per la classificazione degli aeroporti in relazione al livello di inquinamento acustico”.
- D.P.R. 9 novembre 1999, n. 476 “Regolamento recante modificazioni al decreto del Presidente della Repubblica 11 dicembre 1997, n. 496, concernente il divieto di voli notturni”.
- D.M. Ambiente 3 dicembre 1999 “Procedure antirumore e zone di rispetto negli aeroporti”.
- Legge 21 novembre 2000, n. 342 “Misure in materia fiscale”, Capo IV “Imposta regionale sulle emissioni sonore degli aeromobili”.
- D.M. Ambiente 29 novembre 2000 “Criteri per la predisposizione, da parte delle società e degli enti gestori dei servizi pubblici di trasporto o delle relative infrastrutture, dei piani degli interventi di contenimento e abbattimento del rumore”.
- D.P.R. 3 aprile 2001, n. 304 “Regolamento recante disciplina delle emissioni sonore prodotte nello svolgimento delle attività motoristiche, a norma dell'articolo 11 della legge 26 novembre 1995, n. 447”.
- D.M. Ambiente 23 novembre 2001 “Modifiche dell'allegato 2 del decreto ministeriale 29 novembre 2000 - Criteri per la predisposizione, da parte delle società e degli enti gestori dei servizi pubblici di trasporto o delle relative infrastrutture, dei piani degli interventi di contenimento e abbattimento del rumore”.
- Comunicato relativo all'istituzione della commissione incaricata di valutare gli interventi di cui all'art. 4, comma 6, ed all'art. 5, comma 4 del decreto del Presidente della Repubblica 18 novembre 1998, n. 459 “Regolamento recante norme di esecuzione dell'art. 11 della legge 26 ottobre 1995, n. 447, in materia di inquinamento acustico derivante da traffico ferroviario”.
- Comunicato relativo al decreto 29 novembre 2000. Criteri per la predisposizione, da parte delle società e degli enti gestori dei servizi pubblici di trasporto o delle relative infrastrutture, dei piani degli interventi di contenimento e abbattimento del rumore.
- Legge 31 luglio 2002, n. 179 “Disposizioni in materia ambientale”.
- D.P.R. 30 marzo 2004, n. 142 “Disposizioni per il contenimento e la prevenzione dell'inquinamento acustico derivante dal traffico veicolare, a norma dell'articolo 11 della Legge 26 ottobre 1995, n. 447”.
- Decreto Legislativo 17 gennaio 2005, n. 13 “Attuazione della direttiva 2002/30/CE relativa all'introduzione di restrizioni operative ai fini del contenimento del rumore negli aeroporti comunitari”.
- Testo Coordinato del Decreto-Legislativo 19 agosto 2005, n. 194 “Ripubblicazione del testo del decreto legislativo 19 agosto 2005, n. 194 recante: «Attuazione della direttiva 2002/49/CE relativa alla determinazione e alla gestione del rumore ambientale», corredato delle relative note. (Decreto legislativo pubblicato nella Gazzetta Ufficiale - serie generale - n. 222 del 23 settembre 2005)”.